# Jean-François Bony
Pour les articles homonymes, voir Bony (homonymie).
Jean-François Bony, né à Givors (Lyonnais) le 24 février 1754 et mort à Paris le 14 mai 1827, est un peintre français.

## Biographie
Jean-François Bony naît le 24 février 1754 à Givors. Il est le fils de Nicolas Bony, boulanger, et de son épouse, Antoinette Mussieux. 
Élève de Jean Gonichon à Lyon, Jean-François Bony aurait suppléé en 1809 à Jacques Barraband malade, comme professeur de la classe de fleurs, à l'École de dessin de Lyon. Il est l'un des fondateurs de la manufacture lyonnaise de soieries, « Bissardon, Cousin et Bony ». Ruiné par l'un de ses associés, il se suicide à Paris en se défenestrant.
Artiste talentueux, on lui doit le dessin de la robe et du manteau portés par Joséphine de Beauharnais lors du sacre de Napoléon Ier.

## Œuvres
- Givors, musée de Givors[réf. nécessaire] : Fleurs et Fruits[3].

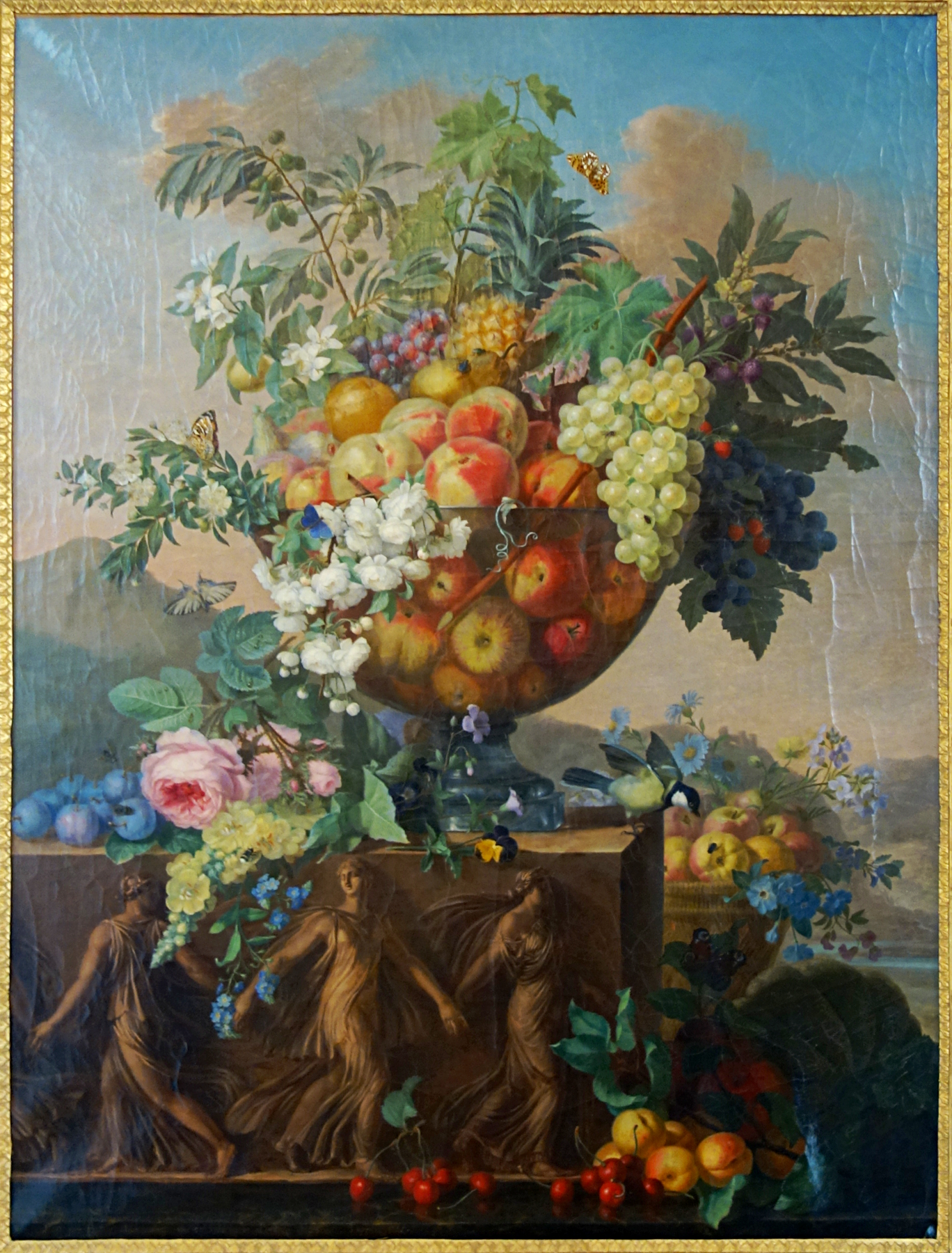
Coupe de fleurs et de fruits (1815), palais des Beaux-Arts de Lille.

- Lille, palais des Beaux-Arts : Groupe de fleurs et de fruits, 1815[4].
- Lyon :
  - musée des Beaux-Arts : 
    - Fleurs devant une fontaine antique : le Printemps, 1804[5] ;
    - Groupe de fleurs et de  fruits, devant la statue de Cérès : l'Été, 1804[6] ;
    - Vase de fleurs, 1812[7].

  - musée des Tissus et des Arts décoratifs : fragment du tissu de la robe de l'impératrice pour le sacre de Napoléon Ier.
- Rueil-Malmaison, château de Malmaison.

## Salons
Sous le nom de « Boni », Jean-François Bony a exposé à deux reprises au Salon parisien :
- 1804 : Deux tableaux de fleurs et de fruits faisant pendant, no 46 ;
- 1819 : Fleurs et fruits dans un vase de cristal, no 119[9].